# DKTP-vaccin
Het DKTP-vaccin is een vaccin dat ontwikkeld is tegen difterie (D), kinkhoest (K), tetanus (T) en poliomyelitis (P), en maakt onder andere deel uit van het rijksvaccinatieprogramma.

## Difterie
Het vaccin bevat een difterieanatoxine dat een goede antitoxische immuniteit bewerkstelligt. Om bijwerkingen, die op oudere leeftijd nogal eens worden gezien, te voorkomen, wordt bij de herhalingsinjecties de difterie-component van het DTP-vaccin in een geringere sterkte gegeven.

## Kinkhoest
Tot 2005 werd er voor het vaccineren tegen kinkhoest gebruikgemaakt van een suspensie van gedode B. pertussis. Door verandering van de bacteriën, en dus verminderde immuniteit, is er overgestapt op een acellulair vaccin met tevens minder bijwerkingen. Het bevat onder andere pertussistoxines, filamenteus hemagglutinine, pertactine en fimbriae-antigenen.

## Tetanus
In vele landen wordt de jeugd met tetanusanatoxine geïmmuniseerd. Na een volledige serie inentingen ontstaat een solide antitoxische immuniteit, die vele jaren aanhoudt.

## Poliomyelitis
Het parenteraal toegediende vaccin tegen poliomyelitis (kinderverlamming) bestaat uit de geïnactiveerde ('gedode') viruspartikels van de typen I, II en III, in een bepaalde verhouding (vaccin volgens Salk).